# Dmytro Chrystycz
Dmytro Anatolijowycz Chrystycz (ukr. Дмитро Анатолійович Христич; ur. 23 lipca 1969 w Kijowie) – były radziecki i ukraiński hokeista, reprezentant Ukrainy, olimpijczyk. Trener i działacz hokejowy.

## Kariera zawodnicza
- Sokił Kijów (1985–1990)
  -  SzWSM Kijów (1986–1988)
- Baltimore Skipjacks (1990)
- Washington Capitals (1990–1995)
- Los Angeles Kings (1995–1997)
- Boston Bruins (1997–1999)
- Toronto Maple Leafs (1999–2000)
- Washington Capitals (2000–2002)
- Mietałłurg Magnitogorsk (2002–2004)

Najbardziej rezultatywny ukraiński hokeista (512 pkt w 811 meczach) występujący w lidze NHL. W 1988 roku był draftowany do NHL z 120 miejsca przez Washington Capitals. Mistrz Świata w składzie reprezentacji ZSRR w 1990. Mistrz Świata w składzie młodzieżowej reprezentacji ZSRR w 1989. Wybrany do składu drużyny All-Star Team w 1997 i 1999. W 2004 zakończył karierę zawodniczą.
Uczestniczył w turniejach mistrzostw świata w 1990 (ZSRR), 2001, 2002, 2003 oraz zimowych igrzysk olimpijskich 2002 (Ukraina).

## Kariera trenerska i działacza
Po zakończeniu kariery został trenerem i działaczem hokejowym. W 2011 został prezesem zawodowych rozgrywek hokejowych na Ukrainie pod nazwą Profesjonalna Hokejowa Liga. Ponadto został asystentem trenera kadry Ukrainy na turniejach mistrzostw świata 2009, 2011, 2013 (Dywizja I) oraz w kwalifikacjach na Zimowe Igrzyska Olimpijskie 2014 i w turnieju mistrzostw świata 2013 Dywizji IB. Następnie pełnił funkcję trenera ds. analizy wideo w klubach KHL: Traktor Czelabińsk (do listopada 2015) i Amur Chabarowsk (od grudnia 2015). W sezonie 2016/2017 nadzorował szkolenie młodzieży w klubie HK Krzemieńczuk. Później od czerwca do grudnia 2017 był głównym trenerem szkockiej drużyny Edinburgh Capitals. Od stycznia 2018 nadzoruje hokej juniorski w klubie HK Krzemieńczuk.
Był szefem komisji dyscyplinarnej Federacji Hokeja Ukrainy, a z dniem 1 października 2021 mianowany p.o. dyrektora generalnego spółki Ukraińska Hokejowa Liga, a 11 listopada 2021 ogłoszono jego mianowanie na to stanowisko.

## Sukcesy
Reprezentacyjne
- Złoty medal mistrzostw świata juniorów do lat 20: 1989 z ZSRR
- Złoty medal mistrzostw świata: 1990 z ZSRR

Klubowe
- Mistrzostwo dywizji NHL: 2001 z Washington Capitals, 2000 z Toronto Maple Leafs
- Srebrny medal mistrzostw Rosji: 2004 z Mietałłurgiem Magnitogorsk

Indywidualne
- NHL (1996/1997): NHL All-Star Game
- NHL (1998/1999): NHL All-Star Game

Wyróżnienie
- Tytuł honorowy „Zasłużony Pracownik Kultury Fizycznej i Sportu Ukrainy” (2008)[7]